# Беседи (Епиктет)
„Беседи“ или „Дискурси на Епиктет“ (на гръцки: Ἐπικτήτου διατριβαί) е книга, състояща се от беседите, които стоическият философ Епиктет изнасял пред своите слушатели и ученици. Текстовете са публикувани през 101 г. Откъси от учението на Епиктет са съхранени в записки на ученика му Ариан.
Сборникът е непосредственият образец на „Към себе си“ от Марк Аврелий. До нас са достигнали и четири (от осемте) тома с беседи.
Според Епиктет главна задача на философията е да учи разликата между това, което е по силите на човека, и това, което е невъзможно за постигане.